# Lestes garoensis
Lestes garoensis – gatunek ważki z rodziny pałątkowatych (Lestidae).